# Pseudolimnophila subimperita
Pseudolimnophila subimperita är en tvåvingeart som beskrevs av Alexander 1976. Pseudolimnophila subimperita ingår i släktet Pseudolimnophila och familjen småharkrankar.
Artens utbredningsområde är Nigeria. Inga underarter finns listade i Catalogue of Life.